# Verruga genital
Verrugas genitais são uma infeção sexualmente transmissível causada por alguns tipos de vírus do papiloma humano (VPH). São geralmente de cor rosada e projectam-se para o exterior da superfície da pele. Geralmente causam poucos sintomas, embora em alguns casos possam ser dolorosas. Na maior parte dos casos aparecem de um a oito meses após exposição ao vírus. As verrugas são o sintoma mais evidente de infeção genital por VPH.
A causa de verrugas genitais é geralmente a infeção pelos tipos 6 e 11 do VPH. O vírus é transmitido por contacto directo da pele, geralmente durante um ato sexual genital, oral ou anal com um parceiro infetado. O diagnóstico baseia-se geralmente nos sintomas e pode ser confirmado por biópsia. Os tipos de VPH que causam verrugas não são os mesmos que causam cancro.
A utilização de preservativo e algumas vacinas contra o VPH podem prevenir as verrugas genitais. As opções de tratamento incluem pomadas à base de podofilina, imiquimod ou ácido tricloroacético. Em alguns casos pode ser recomendada a crioterapia ou cirurgia. Após o início do tratamento, as verrugas genitais geralmente desaparecem no prazo de seis meses. Sem tratamento, cerca de um terço dos casos resolve-se de forma espontânea.
Cerca de 1% da população dos Estados Unidos apresenta verrugas genitais. No entanto, muitas pessoas encontram-se infetadas sem manifestar sintomas. Sem vacinação, praticamente todas as pessoas sexualmente ativas contraem algum tipo de VPH em dado momento da vida. A doença é conhecida desde pelo menos a época de Hipócrates em 300 a.C.

## Sinais e sintomas
Os sinais de HPV incluem:
- Verrugas cinzas ou cor de pele

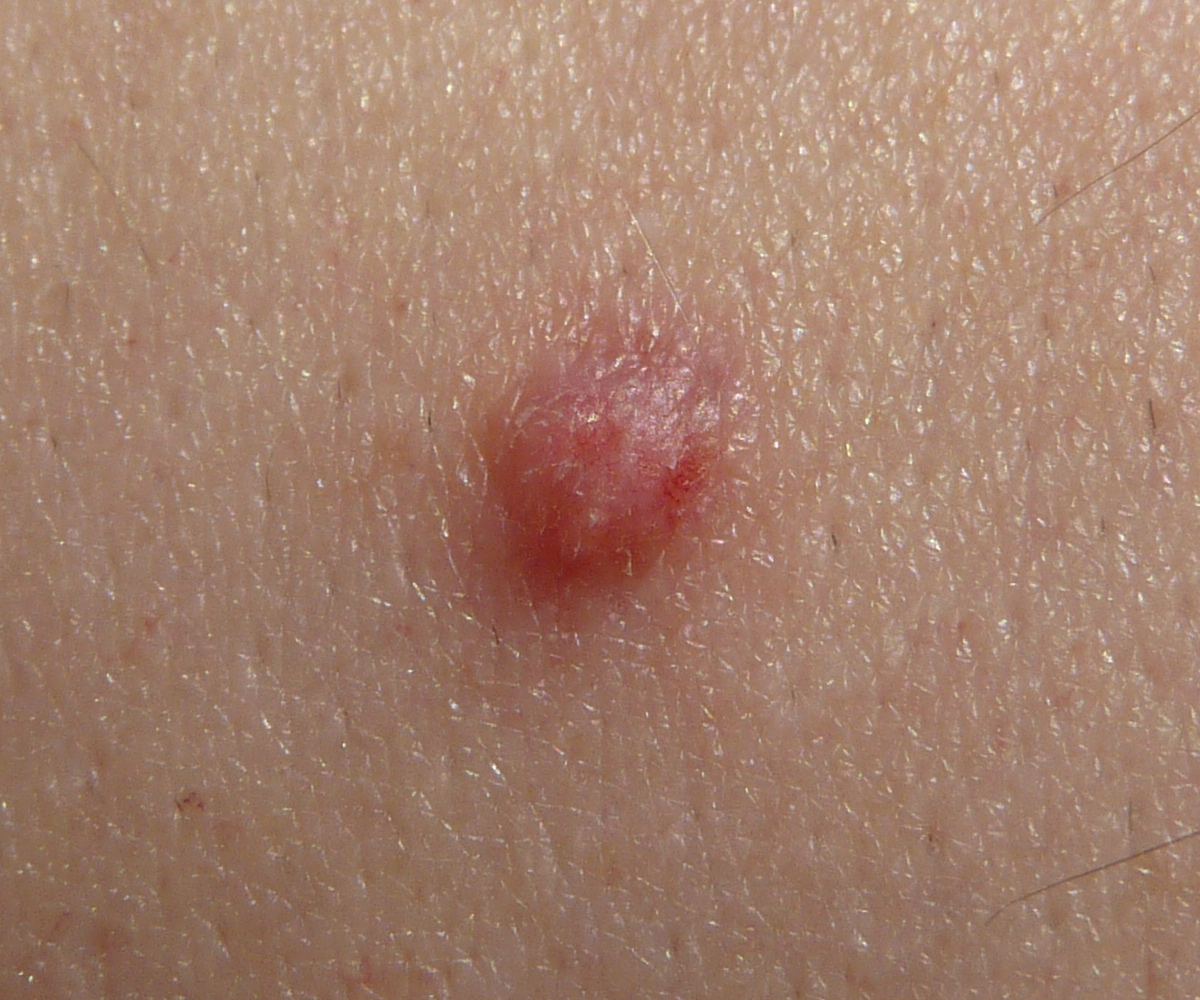
Sinal inicial

- Podem ser minúsculas ou espalhadas por todo o corpo
- Várias verrugas juntas podem assumir uma forma de couve-flor
- Podem causar coceira ou desconforto
- Podem causar sangramento durante a relação sexual, ao urinar ou evacuar
- Podem regredir sozinhas ou crescer cada vez mais
- Podem estar escondidas dentro do canal urinário, dentro da vagina, no colo do útero ou reto, dificultando seu reconhecimento e retardando a procura de ajuda médica.

## Causas

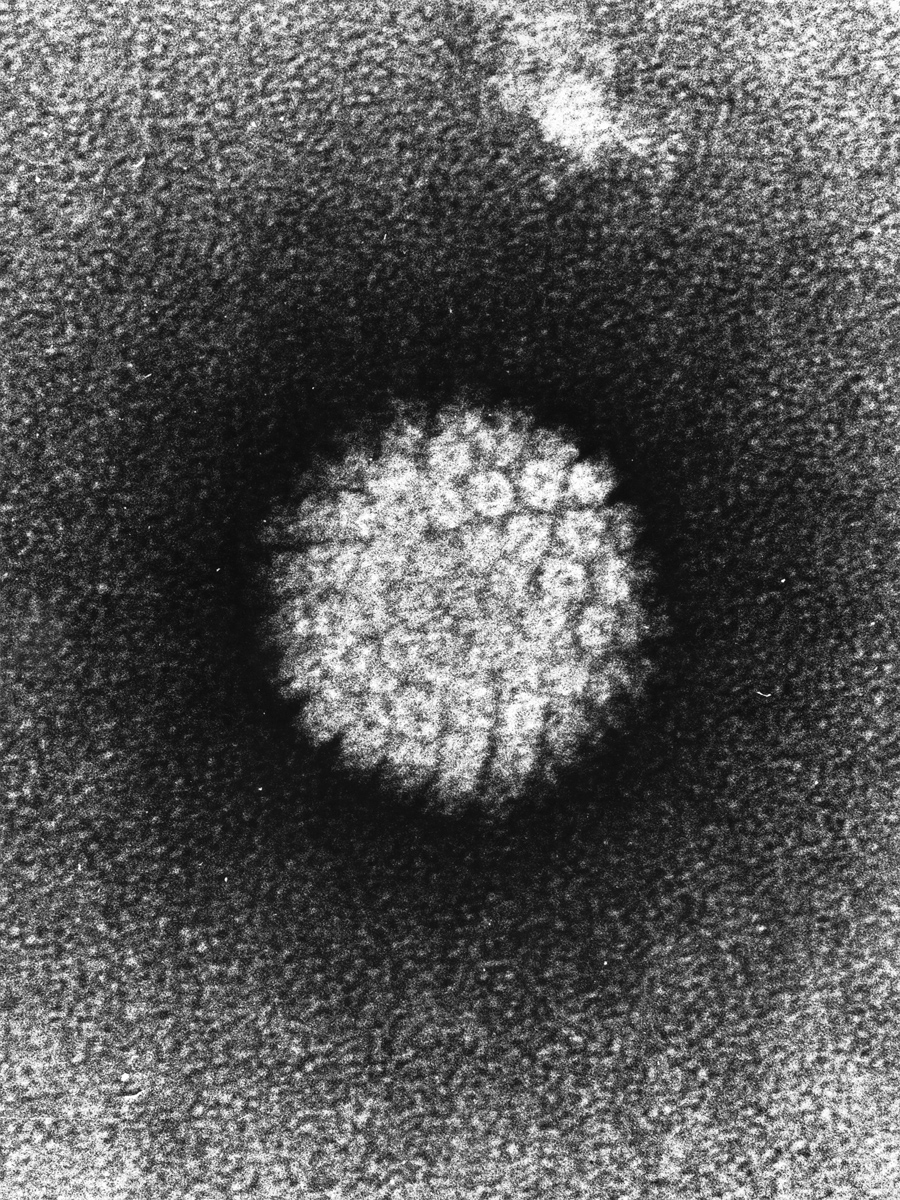
Vírus do papiloma humano

Geralmente é causada pelo vírus HPV, da família Papilomaviridae do tipo 6 ou 11 (90% dos casos). Esses tipos, tem baixo risco de serem cancerígenos. A maior parte dos cânceres por HPV são causados pelo tipo 16 e 18, mas diversos tipos de vírus podem ser transmitidos simultaneamente.
A transmissão do vírus é mais provável na relação sexual com penetração (de qualquer tipo) , mas pode ocorrer também por outros tipos de contato com pele ou língua de outra pessoa portadora do vírus. A maioria dos adultos sexualmente ativos possuem o vírus, mas na maioria dos casos o sistema imunológico mata o vírus sem causar verrugas.
Verrugas vaginais podem causar complicações e serem transmitidas ao recém-nascido durante o parto.

## Prevenção
Existem evidências que a camisinha previne a infecção por via sexual, mas não é 100% eficaz. Os tratamentos não eliminam o vírus completamente, sendo comum que novas verrugas apareçam.
Existe vacina contra o HPV. A vacina Gardasil previne o aparecimento de verrugas e de diversos cânceres. Diversos países estão vacinando gratuitamente meninas, inclusive o Brasil. Desde 2014 meninas de 11 a 13 anos podem ser vacinadas em 3 doses e a partir de 2015 meninas de 9 a 11 anos também podem ser vacinadas.

## Tratamento
O tratamento pode ser cirurgia local, que pode ser feita por ablação, congelamento, laser, eletro-cauterização ou com um bisturi para remover as verrugas queratinizadas ou a base de pomadas como a Imiquimod, Podofilina, Podofilox ou ácido tricloroacético.
Atualmente está sendo testada uma vacina anti-HPV desenvolvida em laboratórios de engenharia genética e produzida com partículas artificiais semelhantes ao vírus, semelhante ao desenvolvido com a vacina da Hepatite B. Infecção causada por um grupo de vírus (HPV - Human Papilloma Viruses) que determinam lesões papilares (elevações da pele) as quais, ao se fundirem, formam massas vegetantes de tamanhos variáveis, com aspecto de couve-flor (verrugas).
Os locais mais comuns do aparecimento destas lesões são a glande, o prepúcio e o meato uretral no homem e a vulva, o períneo, a vagina e o colo do útero na mulher.
Em ambos os sexos pode ocorrer no ânus e reto, não necessariamente relacionado com o coito anal.
Com alguma frequência a lesão é pequena, de difícil visualização à vista desarmada, mas na grande maioria das vezes a infecção é assintomática ou inaparente (sem nenhuma manifestação detectável pelo paciente).
As verrugas genitais são normalmente vistas somente de 1 a 6 meses depois de uma pessoa ter sido infectada.

## Epidemiologia
O desenvolvimento de verrugas é mais comum em mulheres que em homens. Estima-se que 42% das mulheres tem verrugas genitais em algum momento de suas vidas e 7% verrugas orais. É mais comum entre os jovens sexualmente ativos. O número de portadores é difícil de estimar por diversos motivos, dentre eles que muitos dos portadores não tem sintomas, mas estudos indicam que mais de 30% (entre 17 e 82%) da população sexualmente ativa está infectada e 1% desenvolvem verrugas genitais ao ano mesmo em países desenvolvidos.
Aos 50 anos, 80% das mulheres já possuem evidência imunológica de haverem sido infectadas em algum momento de suas vidas. Estima-se que a maioria das transmissões é feita por homens que não sabem que estão infectados e/ou não tem sintomas.